# Джабан Сахаби
Джаба́н Саха́би (Абу́ Майму́н Джаба́н аль-Курди́; курд. جابان صحابي; араб. أبو ميمون جابان الكردي‎) — курдский путешественник и купец, сподвижник пророка Мухаммеда, являющийся первым человеком неарабского происхождения, принявшим ислам. Известно, что он передал десять пророческих хадисов.

## Биография
Родился в городе Джаванруд, недалеко от города Керманшах (Персия). Он был путешественником и купцом. Известный своей храбростью, Джабан Сахаби заслужил репутацию за свою храбрость и непоколебимую преданность пророку. 
Известный своим исключительным мастерством обращения с луком и стрелами, он заслужил похвалу за непоколебимую храбрость на поле боя. Упоминалось также, что сподвижник пророка носил курдскую одежду.
В 18 году по хиджре (примерно 639 г. н.э.), Джабан аль-Курди вернулся в Курдистан, чтобы проповедовать там ислам среди коренного курдского населения. Однако большинство курдов приняли ислам добровольно, о чем рассказывается в Сулейманийском пергаменте
Имя Джабан Сахаби было упомянуто в нескольких мусульманских источниках. Так Ибн Хаджар аль-Аскаляни, приводит в своей книге «Булуг аль-Марам» 10 хадисов, переданные Джабаном. Сын Джабана, Абу Басир Маймун аль-Курди был табиином. Был похоронен в Тикрите.